# Bernhard Lemling
Bernhard Lemling (* 30. Dezember 1904 in Sülm; † 27. Januar 1961) war Chorleiter und Dirigent mehrerer Vereine und ein Dichter der Eifel.

## Leben
Der hauptberufliche Landwirt war das einzig überlebende Kind einer tief religiösen Bauernfamilie; diese Verbundenheit zur Kirche zeigt sich auch in vielen seiner Werke.
Vor allem das Schreiben von Schauspielen war seine Passion; seinen größten Erfolg hatte er mit dem Schauspiel Die drei Jungfrauen von Auw, das in diesem Ort 1953 uraufgeführt wurde.
Dabei war es eher ein Zufall, der Bernhard Lemlings Leben in die künstlerische Richtung lenkte. Er war damals Mitte 20, als er mit einem Zug nach Trier fuhr, wo er von 1929 bis 1932 die Kirchenmusikschule besuchte. Eine mitreisende Schriftstellerin ermutigte ihn mehr zu schreiben und seine Schriftstücke zu veröffentlichen.
Seine Liebe galt jedoch auch zeit seines Lebens der Musik. Nach dem Besuch der Bischöflichen Kirchenmusikschule in Trier von 1929 bis 1931 war er als Chorleiter mehrerer Gesangvereine wie z. B. Sülm, Bitburg, Speicher, Röhl, Welschbillig und Newel und Dirigent vieler Musikvereine wie Orenhofen, Sülm, Bitburg-Mötsch und Röhl tätig; außerdem war er Organist in Dahlem, Ittel und Speicher sowie Küster, Chorleiter und Organist in seiner Pfarrkirche in Sülm bis zu seinem Tode. Viele seiner Gedichte, in denen er die urwüchsige Natur der Eifel und die Liebe der Bevölkerung zu ihrer Heimat, aber oft auch auf humoristische Weise das dörfliche Leben thematisiert, hat er ebenfalls für Chor vertont, diese schlichten Lieder sind zum Urtyp des Eifelliedes geworden und Allgemeingut nahezu aller Chöre der Region. Sein bekanntestes Lied, Eifelland, wie bist Du schön, wird als „heimliche Hymne der Südeifel“ bezeichnet. Wegen seines großen Engagements wurde ihm ein Gedenkstein an der Pfarrkirche Sülm gewidmet. Seine Werke werden durch den „Verein zur Förderung des Lebenswerkes von Bernhard Lemling“ bewahrt, der vier Bände mit Dichtungen, Prosa, Kompositionen und Laienspielen aus dem Nachlass des Dichters unter dem Titel „Vom schönen Eifeler Heimatland“ herausgegeben hat.
Bernhard Lemling starb nach Krankheit am 27. Januar 1961. Auf dem Friedhof seiner Heimatgemeinde Sülm hat er seine letzte Ruhestätte gefunden.